# Hochheimer Berg
Der Hochheimer Berg ist eine 35 Hektar große Rheingauer Weinlage. Sie ist der Großlage Hochheimer Daubhaus im Weinanbaugebiet Rheingau zugeordnet und erstreckt sich wie die südlich benachbarte Einzellage Hochheimer Reichestal grenzübergreifend in den Gemarkungen Hochheim am Main im Main-Taunus-Kreis und Mainz-Kostheim in der Landeshauptstadt Wiesbaden.

## Namensursprung
Der Name dieser Weinlage rührt von der Struktur der Geländeformation her, die ein kleiner Berg ist und sich als St. Kiliansberg in Kostheim fortsetzt.

## Weinlage
Die Böden bestehen aus Lösslehmen und Lössen mit teils kiesigen tertiären Mergeln. Die Weine sind fein und elegant und verfügen über ein verhaltene Säure.